# イリガン湾
イリガン湾（イリガンわん、Iligan Bay）はフィリピン南部、ミンダナオ島にある湾。ミンダナオ海（ボホール海）の一部で、ミンダナオ島の北部海岸に大きく切り込んでいる。

## 概要
イリガン湾はミサミス・オクシデンタル州、ミサミス・オリエンタル州、サンボアンガ・デル・スル州（最奥部）、ラナオ・デル・ノルテ州に接する。
ラナオ・デル・ノルテ州の工業都市・イリガン市が湾内で一番重要な港湾であり、その他重要な街には、オザミス市・オロキエタ市などがある。
イリガン湾から南西に伸びるパンキル湾（Panquil Bay）は、ミンダナオ島本土とサンボアンガ半島の自然の境界となっている。
座標: 北緯8度25分 東経124度05分 / 北緯8.417度 東経124.083度